# 耶朱貝
耶朱貝（Yejube 或 Ejube）是埃塞俄比亞中西部阿姆哈拉州西戈賈姆地區的小鎮，座標10°9′N 37°45′E / 10.150°N 37.750°E，海拔2,211米。根據埃塞俄比亞中央統計局2005年人口普查的資料，耶朱貝人口約6,502，其中男性3,258人，女性3,244人。